# Casa dos Ottoni
A Casa dos Ottoni é uma antiga residência localizada na cidade do Serro, no estado de Minas Gerais, onde atualmente funciona o Museu Regional Casa dos Ottoni, vinculado ao Instituto Brasileiro de Museus. Foi doada à União por Júlio Benedito Ottoni, em 1918, para a instalação do Patronato Agrícola do Serro. Passou a integrar a rede de casas do IPHAN a partir de 1942.

## História
Edificada no século XVIII, a casa pertenceu a Manuel Vieira Ottoni. Situada na parte baixa da cidade, fica ao lado da Igreja do Senhor Bom Jesus de Matosinhos. Foi a residência da família Ottoni, que proporcionou figuras de grande expressão à história do Brasil, sendo os principais representantes: Teófilo Benedito Ottoni e Cristiano Benedito Ottoni e Jorge Benedito Ottoni (Senador, Poeta e Vereador, respectivamente).
Em 1980 o edifício foi restaurado para receber as instalações do museu, que abriga interessante acervo composto de mobiliário de época, imagens sacras, pinturas, fotografias, itens de manufatura do queijo e pequenos objetos do cotidiano, além de livros e documentos históricos, como o importante arquivo do Senado da Câmara do Serro (séculos XVIII e XIX).